# Přemysl Houda
Přemysl Houda (* 10. listopadu 1981 Kadaň) je český historik a publicista.
Absolvoval na Filozofické fakultě Univerzity Karlovy obory historie a politologie (2006); disertační práci Folk jako společenský fenomén v čase tzv. normalizace obhájil v roce 2011. Přednáší soudobé české a světové dějiny na Fakultě humanitních studií Univerzity Karlovy a na Filozofické fakultě Univerzity Karlovy; spolupracuje také s Ústavem pro soudobé dějiny AV (2023). 
Přispíval do sobotní přílohy Lidových novin nazvané Česká pozice; dodnes (2023) publikuje v médiích. Napsal několik knih.

## Dílo
- Intelektuální protest, nebo masová zábava?, 2014
- Normalizační festival, 2019
- Nohavica a (jeho) naše malá válka, 2023